# Hypodynerus vespiformis
Hypodynerus vespiformis är en stekelart som först beskrevs av Alexander Henry Haliday 1837.  Hypodynerus vespiformis ingår i släktet Hypodynerus och familjen Eumenidae. Inga underarter finns listade i Catalogue of Life.